# Llista de monuments dels Prats de Rei
Llista de monuments dels Prats de Rei inclosos en l'Inventari del Patrimoni Arquitectònic Català per al municipi dels Prats de Rei (Anoia). Inclou els inscrits en el Registre de Béns Culturals d'Interès Nacional (BCIN) amb la classificació de monuments històrics, els Béns Culturals d'Interès Local (BCIL) de caràcter immoble i la resta de béns arquitectònics integrants del patrimoni cultural català.
| Monument                                      | Protecció    | Estil/època                       | Localització                                                                                                | Coordenades                                          | Codi?         | Imatge |
| --------------------------------------------- | ------------ | --------------------------------- | --- | ---------------------------------------------------- | ------------- | --- |
| Torre del castell de la Manresana             | BCIN 1313-MH | Romànic XII                       | Els Prats de Rei Camí rural sortint de la ctra. BV-1031, km 1,7                                             | 41° 41′ 48″ N, 1° 33′ 07″ E / 41.696758°N,1.552049°E | RI-51-0005603 | Torre del castell de la Manresana (els Prats de Rei) · Vegeu més fotos d'aquest monument · Carregueu una nova foto d'aquest monument     |
| Castell de Puigdemàger                        | BCIN 1840-MH |                                   | Els Prats de Rei Camí que surt de la ctra. de Calaf a Sant Pere Sallavinera, a l'alçada de l'Hostal del Bou | 41° 43′ 38″ N, 1° 33′ 01″ E / 41.727360°N,1.550241°E | RI-51-0002389 | Castell de Puigdemàger (els Prats de Rei) · Vegeu més fotos d'aquest monument · Carregueu una nova foto d'aquest monument                |
| Plaça Major                                   |              | Obra popular Medieval             | Els Prats de Rei Pl. Major                                                                                  | 41° 42′ 20″ N, 1° 32′ 30″ E / 41.705418°N,1.541712°E | IPA-5951      | Plaça Major (els Prats de Rei) · Vegeu més fotos d'aquest monument · Carregueu una nova foto d'aquest monument                           |
| Casa de la Vila dels Prats de Rei             |              | Gòtic tardà XVI                   | Els Prats de Rei Pl. Major, 1                                                                               | 41° 42′ 20″ N, 1° 32′ 30″ E / 41.705546°N,1.541623°E | IPA-5952      | Casa de la Vila dels Prats de Rei · Vegeu més fotos d'aquest monument · Carregueu una nova foto d'aquest monument                        |
| Església parroquial de Santa Maria            |              | Barroc, gòtic tardà XVII          | Els Prats de Rei C. de l'Església                                                                           | 41° 42′ 19″ N, 1° 32′ 32″ E / 41.705162°N,1.542203°E | IPA-5953      | Església parroquial de Santa Maria (els Prats de Rei) · Vegeu més fotos d'aquest monument · Carregueu una nova foto d'aquest monument    |
| Santuari de la Mare de Déu del Portal         |              | Barroc XVIII                      | Els Prats de Rei C. de Carme Muñoz                                                                          | 41° 42′ 17″ N, 1° 32′ 30″ E / 41.704759°N,1.541755°E | IPA-5955      | Santuari de la Mare de Déu del Portal (els Prats de Rei) · Vegeu més fotos d'aquest monument · Carregueu una nova foto d'aquest monument |
| Capella de Sant Joan                          |              | Obra popular XVIII                | Els Prats de Rei Raval de Sant Joan, 32                                                                     | 41° 42′ 22″ N, 1° 32′ 37″ E / 41.706213°N,1.543707°E | IPA-5957      | Capella de Sant Joan (els Prats de Rei) · Vegeu més fotos d'aquest monument · Carregueu una nova foto d'aquest monument                  |
| Casa Tauler                                   |              | Gòtic tardà, obra popular XVI     | Els Prats de Rei C. de Carme Muñoz, 7                                                                       | 41° 42′ 18″ N, 1° 32′ 29″ E / 41.705019°N,1.541489°E | IPA-5958      | Casa Tauler (els Prats de Rei) · Vegeu més fotos d'aquest monument · Carregueu una nova foto d'aquest monument                           |
| Casa Llobet                                   |              | Modernisme                        | Els Prats de Rei Pg. J.M. Llobet                                                                            | 41° 42′ 19″ N, 1° 32′ 27″ E / 41.705276°N,1.540897°E | IPA-5959      | Casa Llobet (els Prats de Rei) · Vegeu més fotos d'aquest monument · Carregueu una nova foto d'aquest monument                           |
| Casa Argullol                                 |              | Obra popular XVI                  | Els Prats de Rei C. Nou, 15                                                                                 | 41° 42′ 20″ N, 1° 32′ 29″ E / 41.705475°N,1.541398°E | IPA-5960      | Casa Argullol (els Prats de Rei) · Vegeu més fotos d'aquest monument · Carregueu una nova foto d'aquest monument                         |
| Casa Serra                                    |              | Obra popular XVI                  | Els Prats de Rei C. Nou, 25                                                                                 | 41° 42′ 21″ N, 1° 32′ 31″ E / 41.705699°N,1.541988°E | IPA-5961      | Casa Serra (els Prats de Rei) · Vegeu més fotos d'aquest monument · Carregueu una nova foto d'aquest monument                            |
| Mas de l'Albareda, o l'Albareda de Montserrat |              | XVI                               | Els Prats de Rei                                                                                            | 41° 41′ 21″ N, 1° 32′ 02″ E / 41.689281°N,1.534013°E | IPA-5962      | Mas de l'Albareda (els Prats de Rei) · Vegeu més fotos d'aquest monument · Carregueu una nova foto d'aquest monument                     |
| Cal Codina de la Quadra, o la Quadra de Galí  |              | Obra popular XVII                 | Els Prats de Rei                                                                                            | 41° 42′ 13″ N, 1° 31′ 21″ E / 41.703501°N,1.522567°E | IPA-5963      | Cal Codina de la Quadra (els Prats de Rei) · Vegeu més fotos d'aquest monument · Carregueu una nova foto d'aquest monument               |
| Capella de Sant Antoni                        |              | Obra popular XVIII                | Els Prats de Rei Can Codina de la Quadra                                                                    | 41° 42′ 13″ N, 1° 31′ 20″ E / 41.703711°N,1.522265°E | IPA-5964      | Capella de Sant Antoni (els Prats de Rei) · Vegeu més fotos d'aquest monument · Carregueu una nova foto d'aquest monument                |
| Ermita de Sant Ermengol                       |              | Romànic XI                        | Els Prats de Rei Clau reial                                                                                 | 41° 41′ 39″ N, 1° 30′ 50″ E / 41.694275°N,1.513802°E | IPA-5965      | Ermita de Sant Ermengol (els Prats de Rei) · Vegeu més fotos d'aquest monument · Carregueu una nova foto d'aquest monument               |
| Ermita de Sant Andreu de la Manresana         |              | Romànic, gòtic, barroc XII-XVIII  | Els Prats de Rei La Manresana                                                                               | 41° 41′ 46″ N, 1° 33′ 09″ E / 41.695985°N,1.552506°E | IPA-5967      | Ermita de Sant Andreu de la Manresana (els Prats de Rei) · Vegeu més fotos d'aquest monument · Carregueu una nova foto d'aquest monument |
| Sant Jaume de Puigdemàger                     |              | Romànic XII                       | Els Prats de Rei Afores, prop de l'Hostal del Bou                                                           | 41° 43′ 40″ N, 1° 33′ 01″ E / 41.727912°N,1.550407°E | IPA-5970      | Sant Jaume de Puigdemàger (els Prats de Rei) · Vegeu més fotos d'aquest monument · Carregueu una nova foto d'aquest monument             |
| Creu de terme de la Manresana                 |              | Gòtic XIII-XIV                    | Els Prats de Rei A ponent de la torre de la Manresana                                                       | 41° 41′ 47″ N, 1° 33′ 04″ E / 41.696465°N,1.550989°E | IPA-5974      | Creu de terme de la Manresana (Prats de Rei) · Vegeu més fotos d'aquest monument · Carregueu una nova foto d'aquest monument             |
| Passadís del carrer Isidre Forn               |              | Obra popular                      | Els Prats de Rei C. Isidre Forn - pl. de la Vila                                                            | 41° 42′ 19″ N, 1° 32′ 31″ E / 41.705416°N,1.541877°E | IPA-5976      | Passadís del carrer Isidre Forn (els Prats de Rei) · Vegeu més fotos d'aquest monument · Carregueu una nova foto d'aquest monument       |
| Arc de Cal Refilat                            |              | Gòtic tardà XV-XVII               | Els Prats de Rei C. Nou, 38                                                                                 | 41° 42′ 21″ N, 1° 32′ 33″ E / 41.705802°N,1.542487°E | IPA-5977      | Arc de Cal Refilat (els Prats de Rei) · Vegeu més fotos d'aquest monument · Carregueu una nova foto d'aquest monument                    |
| Elements de façana de Cal Tabaqueru           |              | Gòtic, obra popular XV-XVI        | Els Prats de Rei Pl. de la Vila - c. Nou                                                                    | 41° 42′ 19″ N, 1° 32′ 30″ E / 41.705404°N,1.541619°E | IPA-5978      | Elements de façana (els Prats de Rei) · Vegeu més fotos d'aquest monument · Carregueu una nova foto d'aquest monument                    |
| Creu de terme del Portal                      |              | Gòtic XX                          | Els Prats de Rei Davant del Santuari de la Mare de Déu del Portal                                           | 41° 42′ 18″ N, 1° 32′ 30″ E / 41.704954°N,1.541631°E | IPA-5979      | Creu de terme del Portal (els Prats de Rei) · Vegeu més fotos d'aquest monument · Carregueu una nova foto d'aquest monument              |
| Església de Sant Gil                          |              | Obra popular XVIII                | Els Prats de Rei Solanelles                                                                                 | 41° 43′ 12″ N, 1° 32′ 11″ E / 41.719870°N,1.536462°E | IPA-5980      | Església de Sant Gil (els Prats de Rei) · Vegeu més fotos d'aquest monument · Carregueu una nova foto d'aquest monument                  |
| Panteons del cementiri de Solanelles          |              | Historicisme, obra popular XIX-XX | Els Prats de Rei Al costat del camí de Solanelles                                                           | 41° 43′ 11″ N, 1° 32′ 10″ E / 41.719715°N,1.536084°E | IPA-5981      | Panteons del cementiri de Solanelles (els Prats de Rei) · Vegeu més fotos d'aquest monument · Carregueu una nova foto d'aquest monument  |
| Molí del Canalet, Molinot                     |              | Obra popular                      | Els Prats de Rei Esquerra riu Anoia                                                                         |                                                      | IPA-26437     | Carregueu una nova foto d'aquest monument                                                                                                |
| Molí de l'Albareda                            |              | Obra popular                      | Els Prats de Rei Esquerra riu Anoia                                                                         | 41° 41′ 22″ N, 1° 32′ 02″ E / 41.689537°N,1.533777°E | IPA-26438     | Carregueu una nova foto d'aquest monument                                                                                                |
| Molí del Canalet de Baix                      |              | Obra popular                      | Els Prats de Rei                                                                                            |                                                      | IPA-40673     | Carregueu una nova foto d'aquest monument                                                                                                |